# Pithecheir melanurus
Il topo arboricolo di Giava (Pithecheir melanurus  Lesson, 1840) è un roditore della famiglia dei Muridi endemico dell'isola di Giava.

## Descrizione

### Dimensioni
Roditore di medie dimensioni, con la lunghezza della testa e del corpo tra 148 e 180 mm, la lunghezza della coda tra 172 e 215 mm, la lunghezza del piede tra 26 e 32 mm, la lunghezza delle orecchie tra 18 e 20 mm e un peso fino a 135 g.

### Aspetto
La pelliccia è molto lunga e soffice. Le parti dorsali sono rossicce, con la base dei peli grigia scura, mentre le parti ventrali sono bianche. Le orecchie ed i piedi sono rossicci. La coda è più lunga della testa e del corpo ed è uniformemente scura.

## Biologia

### Comportamento
È una specie arboricola. Costruisce nidi globulari di foglie o muschio sui rami o nei tronchi cavi degli alberi.

### Riproduzione
Le femmine danno alla luce un piccolo alla volta.

## Distribuzione e habitat
Questa specie è diffusa nella parte occidentale dell'isola di Giava. Non è invece presente su Sumatra, come erroneamente indicato da più autori.
Vive probabilmente nelle foreste tropicali fino a 1.200 metri di altitudine.

## Conservazione
La IUCN Red List, considerato l'areale limitato e frammentato e il continuo declino nella qualità del proprio habitat, classifica P.melanurus come specie vulnerabile (VU).